# Поза традиції
«Поза традиції» — антологія модерної поезії українських поетів діаспори, упорядкована Богданом Бойчуком й опублікована видавництвом Канадського інституту українознавчих студій в 1993 році. Антологія з'явилася на підставі рішення симпозіуму «Поза традиції», присвяченому українській діаспорній поезії, що проходив в Оттавському університеті в 1985 році. Роль відповідального редактора антології взяла на себе Ірина Макарик.
Поза традиції — це друга велика поетична антологія діаспори, після двотомної антології «Координати: антологія сучасної
української поезії на заході» (1969). Антологія широко представила не лише поезію представників Нью-Йоркської групи (США), але й поетичні добірки українських поетів з Бельгії, Бразилії, Канади, Німеччини, Польщі, Румунії, Словаччини, Франції.

## Структура антології
Антологія має передмову Богдана Бойчука й складається з двох великих частин. В антології представлено добірки поетів, яких Богдан Бойчук умовно поділяє на чотири групи:
- Автори переважно традиційної просодії:
  - Наталя Лівицька-Холодна
  - Олександр Смотрич
  - Іван Ковалів
  - Богдан Нижаківський (псевдонім Бабай)
  - Петро Мурянка
  - Михайло Михайлик
  - Іван Киризюк
  - Юрій Гаврилюк
- Автори, що поєднують класичне римування з технічними та формальними експериментами:
  - Олег Зуєвський
  - Богдан Рубчак
  - Мойсей Фішбейн
- Автори, для яких притаманний синтез виразних українських архетипів з прийомами сюрреалізму:
  - Василь Барка
  - Юрій Коломиєць
  - Віра Вовк
  - Емма Андієвська
- Автори, зорієнтовані на розрив з традицією, переосмислення поетичної системи модерністської та постмодерністської поезії:
  - Вадим Лесич
  - Юрій Тарнавський
  - Ліда Палій
  - Іван Макарик
  - Іван Негрюк
  - Марта Калитовська
  - Патриція Килина (Воррен)
  - Марія Ревакович
  - Богдан Бойчук
  - Олег Коверко
  - Марко Царинник
  - Роман Бабовал
  - Михайло Небиляк
  - Степан Гостиняк
  - Павло Романюк
  - Люба Гавур
  - Софія Сачко
  - Олена Дуць
  - Роман Крик
  - Тадей Карабович
  - Теофіл Ребошапка
  - Микола Корсюк
  - Михайло Небиляк
  - Іван Ковач
  - Андрій Винницький (псевдонім Джавег)

## Видання
- Патриція Килина, псевдо, Воррен (1936-2019) // Поза традиції: антологія української модерної поезії в діяспорі. Упорядник: Богдан Бойчук; відп. ред.: І. Макарик. Київ; Торонто; Едмонтон; Оттава: КІУС. 1993. 473 стор. ISBN 0-920862-88-8, ISBN 9780920862889(дзеркало: archive.org)